# Desplatsia
Desplatsia  es un género de plantas fanerógamas con cuatro especies perteneciente a la familia Malvaceae. Es originario de África tropical. Fue descrito por Bocq.  y publicado en  Adansonia 7: 51, en el año 1866. La especie tipo es Desplatsia subericarpa Bocq., publicado en Dirección de Investigaciones, Instituto de Sanidad Vegetal. Ser. A  7: 51, en el año 1866.

## Descripción
Son árboles que alcanzan los 4-20 m de altura con un tronco de  10-60 cm de diámetro; las ramas son ± gruesas, pubérulas o glabras. Las hojas ovadas-elípticas a oblongo-elípticas, de 10-35 cm de largo, y 3,5-14 cm de ancho, acuminadas ± en el ápice, obtusas a redondeadas, subcoriáceas. Las inflorescencias se encuentran en cimas axilares, como umbelas, con 5-7 flores blancas. El fruto subgloboso, de 10-25 cm de largo, 20,8 cm de ancho, aplanado en los extremos, ligeramente acanalada longitudinalmente. Las semillas estrechamente obovadas y comprimidas, de 18 mm de largo, 8 mm de ancho, espesor de 3,5 mm.

## Especies
| - Desplatsia dewevrei - Desplatsia lutea | - Desplatsia mildbraedii - Desplatsia trillesiana |